# A Tale of Two Springfields
A Tale of Two Springfields, llamado Historia de dos ciudades en España y El cuento de dos ciudades en Hispanoamérica, es un episodio perteneciente a la duodécima temporada de la serie animada Los Simpson, emitido por primera vez en Estados Unidos el 5 de noviembre de 2000 y el 15 de julio de 2001 en Hispanoamérica. Fue escrito por John Swartzwelder, dirigido por Shaun Cashman y las estrellas invitadas fueron The Who como sí mismos. En el episodio, Springfield se divide en dos ciudades distintas: el Viejo Springfield y el Nuevo Springfield. 

## Sinopsis
Todo comienza cuando, mientras está alimentando a Santa's Little Helper, Bart encuentra un tejón en la casa del perro. Bart y Lisa tratan de deshacerse de él, pero no lo logran. Luego de que Homer sugiere explotar la casa con dinamita, Lisa le dice que llame a Control Animal. Cuando Homer lo hace, en lugar de comunicarse escucha un tono de "falla de servicio" y una grabación diciéndole que debía ingresar el código correcto de área. Marge le informa de que la compañía telefónica se había quedado sin números, por lo que habían tenido que dividir a Springfield en dos partes, cada una con un código de área distinto. Una parte conservaba el viejo código, 636, mientras que otra parte, la cual incluía la casa de los Simpson, cambiaba su código por 939. Homer se indigna de que hayan cambiado todo tan repentinamente (aunque Lenny y Carl le dicen que habían pasado avisos por dos semanas, incluyendo una estadía en un campamento llamado "Nuevo Código" y que se habían lanzado volantes desde un transbordador espacial).
En una reunión en el ayuntamiento a la que concurre toda la ciudad, con Homer usando un cinturón de dinamita suicida, una ejecutiva de la compañía telefónica les muestra una película, con la cual se quiere convencer a la audiencia de que los dos códigos de área eran mejores. La ciudad entera está de acuerdo, pero Homer se pone de pie y exclama que era una injusticia lo ocurrido, ya que el viejo código había sido conservado por la parte más rica y acaudalada de la ciudad. Cuando trata de explotarse a sí mismo con el dinamita y falla, decide aplicar su plan B, encabezando una rebelión de la gente de clase media, separando la ciudad en dos partes. 
Homer llama a la nueva ciudad con el código 939 "Nuevo Springfield", mientras que los del 636 nombran a su pueblo "Viejo Springfield". Homer es elegido alcalde del Nuevo Springfield, tarea que lleva con total irresponsabilidad. La rivalidad entre ambas ciudades pronto se hace más notable. Cuando los del Viejo Springfield insultan la incompetencia de los habitantes del Nuevo, Homer corta la electricidad de sus ex vecinos. Para vengarse, ellos interceptan un camión de cervezas que iba al Nuevo Springfield y arrojan su contenido al río. Homer y sus vecinos, luego, cortan el curso del agua del río afectando a los del Viejo Springfield, pero ellos encuentran oro en el lecho seco, con el cual compran una nueva planta procesadora de agua potable, proveniente de Francia. Homer, harto de la competencia, decide construir un muro entre las dos ciudades, igual al de Berlín. Cuando les dice a sus conciudadanos que no tenían suficiente abasto para comer y vivir bien, todos los habitantes del Nuevo Springfield escapan trepando el muro hacia el Viejo, dejando la ciudad vacía, con excepción de Homer y su familia. 
Siendo el alcalde de un pueblo fantasma, Homer se jacta de que al menos tenía la presentación de The Who en su ciudad, pero Lisa le recuerda que el Estadio estaba en el Viejo Springfield. Sin embargo, Bart y Homer consiguen convencer a la banda de que toque en el Nuevo Springfield.
Cuando los ciudadanos del Viejo Springfield esperan en el estadio para ver a The Who, descubren que Homer les había robado el espectáculo, y deciden ir a pelearse y reclamarlo. Antes de soportar un conflicto mayor, The Who sugiere que compren teléfonos de marcado automático para evitar tener problemas con los códigos. También acceden a tocar su música, pero a cambio de que derribasen el muro. Como nadie parecía dispuesto a hacerlo Pete Townshend, el guitarrista de la banda, con un volumen al máximo logra destruir la pared, consiguiendo así la unificación de Springfield nuevamente.
El episodio termina con una fiesta en todo Springfield, ignorando que los tejones se habían organizado para invadir las casas de los habitantes.

## Doblaje
En la versión española de la serie, este es el primer episodio (canónico) en el que Homer es doblado por Carlos Ysbert en sustitución de Carlos Revilla, el anterior doblador de este personaje, fallecido meses antes.